# Ron Ferrier
Ronald Johnson Ferrier (26 tháng 4 năm 1914 – 11 tháng 10 năm 1991) là một cầu thủ bóng đá người Anh thi đấu ở Football League cho Manchester United trong thập niên 1930, và sau đó cho Oldham Athletic. Ông thi đấu cho Plymouth Argyle vào thời chiến, và cũng từng đầu quân cho Grimsby Town và Lincoln City trước khi giải nghệ năm 1947. Ông mất vào tháng 10 năm 1991 lúc 77 tuổi. Ông có thể thi đấu ở vị trí tiền đạo trung tâm và tiền đạo tầm xa.